# Tumpok Laweung
Tumpok Laweung is een bestuurslaag in het regentschap Pidie van de provincie Atjeh, Indonesië. Tumpok Laweung telt 739 inwoners (volkstelling 2010).